# Johannes Lid
Johannes Lid (21 de octubre de 1894 - 8 de marzo de 1979) fue un botánico, pteridólogo, y briólogo noruego. Era hermano del etnólogo Nils Lid. Fue curador en el Museo Botánico de la Universidad de Oslo (ahora el Museo de Historia Natural de la Universidad de Oslo) desde 1919 hasta 1956.
Es muy conocido por haber escrito la "Flora Noruega", libro publicado por primera vez en 1944 y aproximadamente diez años en una nueva edición, la última en 2005 (7ª ed.) El manual cubre las plantas silvestres en Noruega. El libro es considerada como la obra de referencia para la flora de Noruega. Está ilustrado por su esposa Dagny Tande Lid, distinguida como ilustradora y autora de otras obras.
Desde 1954 visitó frecuentemente las islas Canarias (por lo menos nueve veces, colectando plantas y contribuyendo continuamente al conocimiento de la flora canaria. Esos viajes los publicó en Norske Videnskaps (Contribuciones a la Flora de las islas Canarias), Oslo 1967, 1968, obra que sigue la tradición noruega del explorador Christen Smith (l785-1816), un investigador muy familiar a los fitólogos de Canarias.

## Otras publicaciones
- 1933. Crop Contents of Ptarmigans from Taimyr. The Norwegian North Polar Expedition with the "Maud" 1918-1925 2. Editor A.S. John Griegs Boktrykkeri, 7 pp.

- 1924. Sphagna from Novaya Semlya. Rep. scient. 20. Results of the Norwegian Exp. to N. S. 1921. Editor Brøggers

- 1924. Miscellaneous Botanical Papers: (primarily Bryological)

### Libros
- 1968. Blomsterboka: illustrert skoleflora. Ilustró Dagny Tande Lid. Editor Norske Samlaget, 199 pp.

- 1967. Contributions to the flora of the Canary Islands. Skrifter 23, Norske videnskaps-akademi i Oslo Matematisknaturvidenskapelig klasse. Ilustró Dagny Tande Lid. Editor	Universitetsforlaget, 212 pp.

- 1959. A Contribution to the Bryology of the Canary Islands: Mosses, Chiefly Collected by Johannes Lid. Skrifter 5 (Norske videnskaps-akademi i Oslo), Norske videnskaps-akademi i Oslo I. Con Per Størmer. Editor I kommisjon hos H. Aschehoug & Co. (W. Nygaard), 90 pp.

- 1964. The flora of Jan Mayen. Skrifter 130 (Norsk polarinstitutt). Ilustró Dagny Tande Lid. Editor Norsk polarinstitutt, 107 pp.

- 1941. Bryophytes of Jan Mayen. Editor J. Dybwad, 14 pp.

- 1932. Vascular Plants from South East Greenland Collected on the "Signalhorn" Expedition in 1931: Preliminary Report. Skrifter om Svalbard og Ishavet 44. Editor Dybwad, 12 pp.

## Honores
- Con motivo de cumplir el 200.º aniversario, el edificio que alberga el Museo Botánico oficialmente se renombró en septiembre de 2011[2]

### Eponimia
Género
- (Caryophyllaceae) Lidia Á.Löve & D.Löve[3]

Especies
- (Asteraceae) Chrysanthemum lidii (Bramwell & Humphries) Borgen[4]

- (Asteraceae) Taraxacum lidianum Soest[5]

- (Crassulaceae) Aeonium × lidii Sunding & G.Kunkel[6]